# Hormona liberadora de tirotropina
La hormona liberadora de tirotropina (TRH o TSHRH) es una hormona peptídica, producida por neuronas secretoras del hipotálamo anterior, en el núcleo paraventricular.  La TSHRH también puede ser encontrada en la hipófisis anterior, en otras zonas del cerebro, la médula espinal y en el aparato gastrointestinal. 
En las neuronas hipofisotrópicas que regulan la secreción de la hipófisis anterior, la TRH funciona primariamente como una neurohormona.

## Estructura
La hormona liberadora de tirotropina (TRH) es un neuropéptido modificado. Es sintetizada como pre-prohormona con 240 aminoácidos a partir del gen prepro-TRH del cromosoma 3 (humano) en su brazo corto en posición 3q22.1.

Su forma activa definitiva es un tripéptido, formado por tres aminoácidos: Glutamato, Histidina y Prolina.
```
piroGlu-His-ProNH
2
```

## Acciones
La TRH o TSHRH (Thyroid Stimulating Hormone Releasing Hormone en inglés) hipofiso-trópica del hipotálamo, estimula las células de la adenohipófisis para que sinteticen y liberen la hormona estimulante de la tiroides.

Las neuronas que sintetizan la hormona hipofisotrópica liberadora de tirotropina (TRH), son reguladoras principales del eje hipotalámico-hipofisario-tiroideo (HPT).
La TRH sirve como un neuromodulador en la mayoría de los grupos neuronales del hipotálamo y el tronco cerebral. En las neuronas hipofisotrópicas, la TRH funciona primariamente como una neurohormona.
El receptor de la TRH, presente en las células de la adenohipófisis, es un receptor acoplado a proteína Gq,  que determina el incremento del calcio citoplasmático libre, lo que participa en la secreción de TSH. Además, estimula la formación de ARN mensajero (ARNm) que codifica para la prolactina (PRL).

## Síntesis de TRH
Los somas de las neuronas que sintetizan la hormona hipofisotrópica liberadora de tirotropina (TRH), residen en el núcleo paraventricular hipotalámico (PVN) y son reguladores centrales del eje hipotalámico-hipofisario-tiroideo (HPT en inglés).
La TSHRH se sintetiza en un principio como un precursor o prohormona (proTRH) de 242 aminoácidos y peso molecular de 27.000 Da, que en humanos contiene seis copias de la secuencia Gln-His-Pro-Gly, las que posteriormente son procesadas para formar la hormona madura.

La proTRH es clivada por dos enzimas convertasas de prohormonas PC1/3 y PC2, en los  progenitores de TRH y otros múltiples péptidos inactivos.

## Secreción de TRH
La hormona TRH es liberada por los axones de las  neuronas neurosecretoras del núcleo PVN hacia la Eminencia media del hipotálamo. En la Eminencia media atraviesa capilares sin barrera hematoencefálica (BHE), la hormona entra en la circulación porta hipotálamo-hipófisis. Una vez en la circulación porta, la TRH es trasladada localmente por sangre y así llega a la adenohipófisis.

La TRH tiene sus receptores TRH-R1 "enriquecidos" en la adenohipófisis, y a través de ellos actúa sobre las células tirotropas induciendo la liberación de tirotropina (TSH) o sobre las células lactotropas estimulando la síntesis y liberación de prolactina.

## Regulación de la secreción de TRH
La regulación de las neuronas sintetizadoras de la hormona liberadora de tirotropina hipofisiotrópica (TRH), se produce por retroalimentación negativa endocrina de T3 y es fundamental en el mantenimiento de los niveles de hormona tiroidea periférica.

Las señales que siguen a la ingesta de alimentos y la exposición al frío modulan el nivel de producción de hormona liberadora de tirotropina (TRH) en el núcleo paraventricular hipotalámico (PVN). Esto da como resultado un ajuste fino de la regulación de la producción de tirotropina (hormona estimulante de la tiroides, TSH) de la región anterior de la glándula pituitaria.
La tiroxina (T4) se transporta a través de la barrera hematoencefálica (BHE) y se convierte  en triyodotironina (T3) para unirse y activar los receptores de la hormona tiroidea (TR) en el hipotálamo. La transformación T4-T3 es catalizada por la actividad hipotalámica de la desyodasa tipo 2 (D2), se limita al hipotálamo mediobasal donde los tanicitos, un tipo de célula glial especializada que recubre la pared del tercer ventrículo, son el tipo celular predominante que expresa D2.

La T3 abandona los tanicitos hacia las neuronas secretoras con receptor tiroideo  (TR), donde la desyodasa tipo 3 (D3), inactiva finalmente la hormona tiroidea T3 dentro de las neuronas.

La T3 al unirse a su receptor tiroideo (TR) en el núcleo neuronal, ejerce una retroalimentación negativa sobre la transcripción del gen Trh, principalmente a través de las formas beta de los receptores tiroideos (TRβ1 y TRβ2).